# Erdődi Gábor
Erdődi Gábor (Budapest, 1952. június 23. –) angol- és orosz szakos tanár, költő, műfordító.

## Életpályája
Édesanyja zongoratanárnő, édesapja finnugor nyelvész volt. Angol-orosz szakos tanárként a budapesti Eötvös Loránd Tudományegyetem Bölcsészettudományi karán 1975-ben végzett. Azóta gimnáziumokban, majd főiskolákon tanít mindkét nyelven, 1995 óta angolt, oroszt nyelviskolákban és magánúton is tanít.
Egy leánygyermek édesapja, aki jelenleg Budapesten jogászként dolgozik.
Erdődi 1983 óta foglalkozik rendszeresen műfordítással. Akkor néhány Szergej Alekszandrovics Jeszenyin fordítással tarsolyában elkezdett járni Lator László versfordítói és költői szemináriumára, amit a Bölcsészettudományi karon tartott. Ide hét évig járt. Időközben megjelent első Jeszenyin-kötete A mennyei kanca címmel, 37 versfordítással.
1986-ban doktorált, témája címe: Jeszenyin és József Attila rokon motívumai.
Azóta több, mint húsz verseskötete jelent meg. Köteteit, fordításait, költeményeit verses-zenés esteken "terjeszti". Első nagy estje épp Jeszenyin-est volt a Vigadóban, a Kaláka együttes megzenésítésében, Gálfi László előadásában, telt házzal. Azóta Závori Andrea mondja műveit. Verseit, műfordításait rendszeresen zenésítik meg együttesek, előadóművészek, zeneszerzők. A Kaláka együttes mellett Huzella Péter, Bran együttes, László Anna Regina, Sebestyén Katja és a Dve Gitari Duó is szívesen zenésíti, illetve adja elő Erdődi verseit.
Erdődi műfordításában Jeszenyin után Oszip Mandelstam fordítása következett. Két kötet lett belőle. Majd kelta költők verseivel kezdett foglalkozni. Dylan Thomas, William Butler Yeats Nobel-díjas költő. Yeats-től két kötet lett, egy verses, egy prózai. Michael Hulse kortárs angol költő kötete 2015-ben jelent meg Erdődi fordításában. Ezzel a kötettel Erdődi először fordít élő költőt.
Saját verseskötettel viszonylag későn, 50 éves korában jelentkezett. Műfordítás kötetei mellett három saját költeményeit tartalmazó kötete jelent meg.

## Kötetei (válogatás)
- A mennyei kanca – Szergej Jeszenyin fordítások; Unikornis kiadó, 1990
- Árnyak tánca – Oszip Mandelstam fordítások; Széphalom műhely, 1992
- A csontnak partjain – Dylan Thomas fordítások; Új Mandátum Kiadó, 1993
- A Szerelem Térképe – Dylan Thomas fordítások; Új Mandátum kiadó, 1998
- A kelta homály – Butler Yeats fordítások; Új Mandátum Kiadó 2003, Galaktika kiadó, 2005
- Testem viaszgyertyája – Szergej Jeszenyin fordítások; Fekete sas Kiadó, 2003
- Holdudvarlás, Napudvarlás – Erdődi első saját verseiből álló kötete; Új Mandátum Kiadó, 2003
- Ártatlanság és Tapasztalás – William Blake fordítások; Generalpress Kiadó, 2006
- Vénusz-udvarlás – Erdődi második saját verseiből álló kötete; Napkút Kiadó, 2007
- Szálltam rózsaszín lovon – Szergej Jeszenyin fordítások; Új Mandátum Kiadó, 2008
- A faun örök szerenádja – Erdődi harmadik saját verseiből álló kötete; Napkút Kiadó, 2011
- Jegyzetfüzet-versek – Dylan Thomas fordítások; L'Harmattan Kiadó, 2013
- A titkos történelem – Michael Hulse fordítások; L’Harmattan Kiadó, 2015